# Навојска област
Навојска област (узб. Navoiy viloyati, Навоий вилояти) једна је од 12 области Узбекистана. Подељена је на 8 округа, а главни град области је Навој.